# Festival panafricain du cinéma et de la télévision de Ouagadougou 1987
Le FESPACO 1987 est la 10e édition du Festival panafricain du cinéma et de la télévision de Ouagadougou. Il se déroule du 21 au 28 février 1987 à Ouagadougou au Burkina Faso.
Le thème de cette édition est « Cinéma et identité culturelle, et celui du colloque : Tradition orale et nouveaux médias ».
Le film Sarraounia de Med Hondo décroche l'Étalon de Yennenga.

## Contexte
Alors que le Fespaco de 1985 était axé sur la lutte contre l'impérialisme, celui de 1987 pose comme nécessaire de se réapproprier sa propre culture. C'est le deuxième Fespaco sous la présidence de Thomas Sankara, qui sera assassiné le 15 octobre 1987.
Pour préparer le festival, le Fespaco ouvre un bureau à Paris et un autre à Washington.
En avril 1986, les autorités burkinabè décident d'accorder l'aval de l'Etat aux cinéastes burkinabè pour les prêts bancaires (mais cela ne débouchera que sur deux emprunts). De nombreuses salles de cinéma ont été construites à travers le pays, dont la gestion a été confiée aux provinces. La détaxation est décidée sur l’importation de films africains en 1987 alors qu'elle était de l’ordre de 30 %.

## Déroulement
La cérémonie d'ouverture se déroule au stade du 4 août devant 35 000 spectateurs. Le groupe ivoirien Woya fait l'animation. Un grand défilé panafricain comporte un drapeau de chaque nation suivi par une quinzaine d'enfants habillés de ses couleurs. Puis vient le défilé des masques représentant chaque groupe ethnique du Burkina Faso. Comme le note Pierre Haffner, les slogans anti-impérialistes du Fespaco 1985 n'ont plus cours. L'ouverture du festival se déroule ensuite au cinéma Burkina, tandis que le siège du Fespaco est déplacé à la Maison de la Presse. Haffner note la présence de l'écrivain Breyten Breytenbach, ainsi qu'Harlem Désir. 
Un monument en hommage aux cinéastes, d'une hauteur de 12,25 mètres et d'un poids de 10 tonnes, entièrement construit en tôles avec un socle en béton armé, est inauguré sur la Place des cinéastes, anciennement Rond-point de la Mairie, baptisée ainsi en 1985. Il représente une caméra dont l’objectif est pointé vers le ciel. Retenu parmi les propositions faites par les architectes et les sculpteurs, il est notamment conçu par Boubakar Galbani et est réalisé à deux semaines de l'ouverture du Fespaco dans un atelier de métallurgie à Kossodo. Pour le transporter, il a fallu mobiliser la seule grue du pays. L'hélicoptère qui devait dévoiler la grande bâche qui le couvrait n’étant pas venu, il a fallu le faire à mains nues.
Un autre monument est placé sur le rond-point proche de l'actuel siège du Fespaco à la mémoire de la « Bataille du rail », lorsqu'en 1985, les cinéastes présents au festival ont symboliquement travaillé sur le chantier lancé par Thomas Sankara où tous étaient appelés à participer à la construction de la voie ferrée à destination de Kaya.
Peu avant la remise des prix, le président Thomas Sankara, sensible à sa défense des peuples oppressés, rend hommage à Olof Palme, assassiné en février 1986.
Pour rendre le festival plus populaire, le lieu des débats a été déplacé de l'hôtel Silmandé, excentré et plus luxueux, à l'hôtel Indépendance, en centre-ville. La décentralisation des projections dans les quartiers populaires est permise par l'ouverture de nouvelles salles dans les différents secteurs de Ouagadougou. Le gigantisme du festival fait que « la fête est partout, mobilisant un nombre de personnes considérable ». Selon les chiffres officiels, 268 films sont projetés.
Un Marché d'échange des productions télévisuelles (MEPT) est créé en parallèle au Marché international du film africain (MIFA) créé en 1983 : 12 télévisions africaines sont présentes. Les distributeurs sont « des Européens ou Américains militants sans réelle ouverture sur les réseaux de salles » et la mauvaise organisation pousse, selon Filippe Savadogo, le Danemark à financer une restructuration en 1989. D'après le bilan du festival, un seul film est vendu.

## Bilan
Selon Hamidou Ouédraogo, le festival de film pour l'enfance et la jeunesse groupe 25 000 spectateurs. 54 films sont en compétition, et 214 en information. 64 cassettes vidéo sont en compétition télévision et vidéo, tandis que 70 pays ou organisations sont présents, avec environ un millier d'invités étrangers. L'évaluation du nombre de spectateurs est de 400 000.
« Un raz de marée de films, de participants, de débats, de rencontres. Une fête joyeuse, pas tout à fait celle du cinéma. Le 10e Fespaco n'a pas montré de chef d’œuvre », constate Le Monde. En majorité dans la programmation, des « premières oeuvres, témoignant d'une certaine maîtrise mais répétant les erreurs de leurs ainés : faiblesse des scénarios, trop de littérature ». 

## Palmarès
Longs métrages : 
| Prix                                          | Lauréat                                  | Film                                                    | Pays          |
| Grand prix Étalon de Yennenga                 | Med Hondo                                | Sarraounia                                              | Mauritanie    |
| Prix du 7 art                                 | Idrissa Ouedraogo                        | Yam Daabo (Le Choix)                                    | Burkina Faso  |
| Prix de la meilleure interprétation féminine  | Eugénie Cissé-Roland, rôle de Bernadette | Visages de femmes                                       | Côte d'Ivoire |
| Prix de la meilleure interprétation masculine | Maciré Kanté, rôle du petit Kalifa       | Nyamanton, la leçon des ordures de Cheick Oumar Sissoko | Mali          |
| Prix Oumarou Ganda                            | Cheick Oumar Sissoko                     | Nyamanton, la leçon des ordures                         | Mali          |
| Prix de la meilleure musique                  | Idrissa Ouedraogo                        | Yam Daabo (Le Choix)                                    | Burkina Faso  |
| Prix du meilleur scénario                     | Med Hondo                                | Sarraounia                                              | Mauritanie    |
| Prix de la manivelle d'or (montage)           | Rachid Mazouza                           | Le Moulin de monsieur Fabre d'Ahmed Rachedi             | Algérie       |
| Prix de la caméra d'or (cadrage)              | Sékou Ouédraogo, Issaka Thiombiano       | Yam Daabo (Le Choix)                                    | Burkina Faso  |
| Prix de la perche d'or (son)                  | Sikirou Tidjani                          | Ironu de François Sourou Okioh                          | Burkina Faso  |
| Prix de la meilleure image                    | Mohamed Affan                            | Charme                                                  | Algérie       |
| Prix du public                                | Cheick Oumar Sissoko                     | Nyamanton, la leçon des ordures                         | Mali          |

Courts métrages : 
| Prix                                 | Lauréat         | Film                | Pays     |
| Grand prix du meilleur court métrage | Joseph Koumba   | Le Singe fou        | Gabon    |
| Mention spéciale du jury             | Jean-Marie Teno | Hommage             | Cameroun |
| Mention spéciale du jury             | David Ika Diop  | Le Poète de l'amour | Cameroun |

Au total, 30 prix sont attribués.

## Autres films projetés
Ont été remarqués par divers auteurs :
| Cinéaste             | Film                            | Pays               |
| Jean-Marie Teno      | Fièvre jaune, taximan           | Cameroun           |
| Raymond Tiendrebeogo | Iel Solma (L'Interprétation)    | Burkina Faso       |
| Armand Balima        | Le Vertige de la passion        | Burkina Faso       |
| Issa Falaba Traoré   | Duel dans la falaise            | Mali               |
| Ola Balogun          | Orun Mooru                      | Nigeria            |
| Emmanuel Sanon       | Desebagato (Le Dernier salaire) | Burkina Faso, Cuba |

## Enquête sur le prix du public 1987
Dans le catalogue du 11ème Fespaco de 1989 est publiée une enquête sur le prix du public 1987 réalisée par les étudiants de 3ème année de l'INAFEC (Institut africain d’études cinématographiques, qui a fermé ses portes en 1987) en collaboration avec le Centre de formation professionnelle de l'Information (CFPI). Cette enquête a porté sur un échantillon de 579 personnes (237 fonctionnaires, 198 élèves et étudiants, 111 commerçants et autres, 33 festivaliers étrangers). C'est cette enquête qui a permis de désigner le film Nyamanton, la leçon des ordures comme prix du public, choisi par 200 personnes, et également de « reconnaître la Camarade Sanon née Bambara Henriette comme meilleure spectatrice ».
Le questionnaire permet de mieux connaître les raisons qui incitent le public à participer au Fespaco : 48 % pour voir des films africains, 34 % pour le thème choisi par le festival, 11 % pour l'ambiance de fête.
Pour expliquer leur choix, les participants ont évoqué à 60 % le thème du film et 33 % le jeu des acteurs. Le nombre de films vus varie bien sûr largement, 45 % n'en ayant vu que 2 ou 3 au moment de l'enquête (4ème et 5ème journées), sachant que le festival propose trois séances par jour. Il est frappant de constater que 77,5 % des personnes interrogées indique n'avoir pas participé au Fespaco 1985, ce qui confirme la montée en puissance de l'édition 1987 qui enregistre le plus grand nombre de spectateurs de l'histoire du festival. Au niveau des genres préférés du public, les films politiques (24,25 %) et policiers (16,76 %) sont privilégiés. Viennent ensuite l'aventure, le comique, les films hindou et de karaté. Au niveau des films burkinabè, les publics du Fespaco ne pouvaient en citer que deux en moyenne.